# Atretochoana eiselti
Atretochoana eiselti е вид земноводно от семейство Цецилиеви (Caeciliidae).

## Разпространение
Видът е разпространен в Бразилия.